# Мауріціо Сімонато
Мауріціо Сімонато (італ. Maurizio Simonato, нар. 21 вересня 1947, Креспано-дель-Граппа) — італійський футболіст, що грав на позиції півзахисника та нападника. По завершенні ігрової кар'єри — тренер.

## Ігрова кар'єра
У дорослому футболі дебютував 1965 року виступами за команду клубу «Тревізо», в якій провів шість сезонів, взявши участь у 120 матчах Серії С. Після цього також у третьому дивізіоні пограв за «Массезе».
1972 року став гравцем «Самбенедеттезе». У сезоні 1973/74 забив 10 голів та допоміг клубу зайняти перше місце і вити в Серію В «Авелліно», де провів з клубом наступні три сезони.
1977 року перейшов в «Авелліно», за яке не зіграв жодного матчу і того ж року став гравцем «Терамо», за який виступав протягом 1977—1980 років, після чого завершив професійну ігрову кар'єру.

## Кар'єра тренера
Розпочав тренерську кар'єру невдовзі по завершенні кар'єри гравця, 1981 року, очоливши тренерський штаб клубу «Монселіче» з Серії C2. 
В подальшому працював з рядом нижчолігових італійських клубів. Останнім місцем тренерської роботи був клуб «Самбенедеттезе», головним тренером команди якого Мауріціо Сімонато був з 2005 по 2006 рік.